# Saab BlueSpirit
Saab BlueSpirit – eksperymentalny koncepcyjny samochód sportowy szwedzkiej marki Saab zaprezentowany w 1982 roku.

## Historia i opis modelu

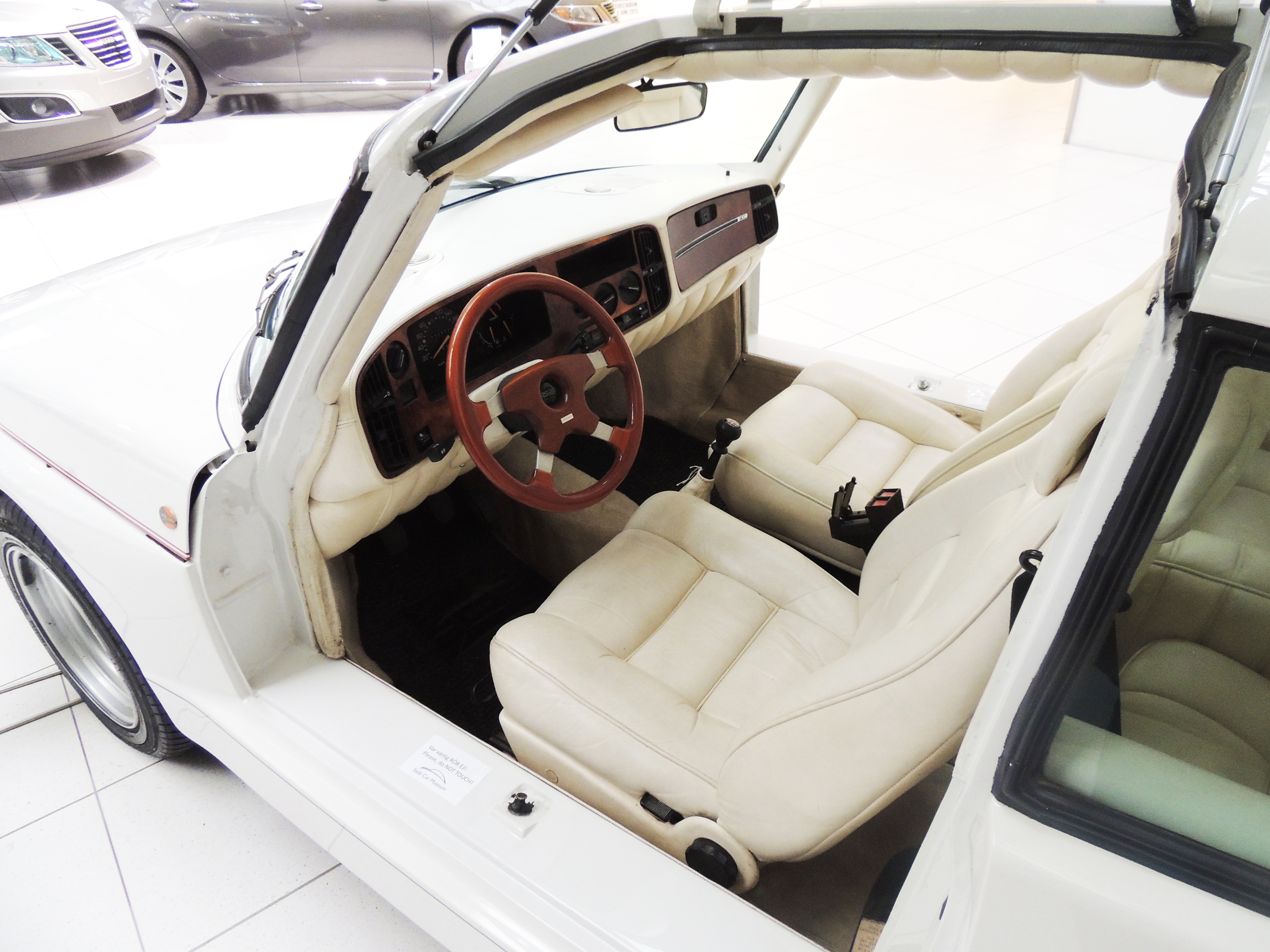
Wnętrze BlueSpirit

Samochód został zbudowany przez Leifa Mellberga w Nykoping pod przewodnictwem kierownika projektu Saaba Bertila Gustafssona na bazie modelu 99 EMS z 1976 roku. Inspiracją projektu był Mercedes-Benz 300 SL z lat 50. XX wieku. Lakier pojazdu został zainspirowany logo Saaba, które było niebiesko-białe.
W stosunku do modelu 99 wzmocnione zostały drzwi, dach oraz słupki dachowe. Pojazd otrzymał unoszone do góry drzwi, a także tylne światła od modelu 900 sedan.